# Борис Громов
Борис Всеволодович Громов (рус. Бори́с Все́володович Гро́мов), рођен 7. новембра 1943. године у Саратову, Русија, је истакнута Руска војна и политичка личност. У периоду од 2000. до 2012. године, био је гувернер Московске области.

## Биографија
Потиче из војничке породице. Исте године када је Борис Громов рођен, његов отац Громов Всеволод Алексеевич је погинуо на фронту као Совјетски војник. Борис Громов је у својој дванаестој години, 1955. године, следећи пример свог старијег брата Алексеја отпочео школовање у Саратовској војној кадетској школи.
Завршио је најпре војну кадетску школу Суворов, затим војну командну школу у Санкт Петербургу, тадашњем Лењинграду, након тога у периоду од 1969 до 1972 са одличним успехом завршио је војну академију Фрунзе у Москви, као и Совјетску генералштабну академију.
Након почетног школовања и усавршавања у војсци Борис Громов је распоређен у Прибалтички војни округ, (град Калињинград) где је најпре обављао дужности командира вода, након чега је постао командир чете мотострељачке (моторизоване) дивизије.
По завршетку војне академије Фрунзе обављао је дужност команданта првог батаљона 36. мотострељачке дивизије, начелника штаба и команданта 428. мотострељачког пука, и начелника штаба 9. мотострељачке Краснодарске дивизије.
У чинове мајор, потпуковник и пуковник је унапређиван ванредно.
У току Совјетског рата у Авганистану Громов је у три наврата преузимао дужност (1980-1982, 1985-1986, 1987-1989) и био је најпознатији током две године као последњи командант 40 армије у Авганистану у периоду од 1987—1989. године.
Громов је био последњи Совјетски војник који је напустио Авганистан, прелазећи пешке преко моста "Пријатељства", изнад реке Аму Дарје,15. фебруара 1989. године, на дан када је Совјетско војно повлачење из Авганистана, којим је руководио лично Громов, било потпуно завршено.
Носилац је највишег војног одликовања-златне звезде хероја Совјетског Савеза након Операције Магистрал и уклањања опсаде око града Кхост у источном Авганистану.
Године 1989. унапређен је у чин генерал-пуковника и постављен на дужност команданта војске Кијевског војног округа.

## Политичка активност
Почетком 1989. године у Совјетски Савез Совјетском Савезу је успостављен нови, виши орган државне власти-Савез народних посланика СССР.
Те године Борис Громов је био изабран за народног посланика СССР-а. Такође, исте године изабран је за кандидата за чланство ЦК КПСС.
Првог децембра 1990. године постављен је на дужност првог заменика министра унутрашњих послова СССР-а, а након девет месеци на том месту га је наследио Виктор Ерин.
Од 1990. до 1991. године, био је члан политбироа комунистичке партије Украјине.
На Руским председничким изборима 1991. године био је изабран као кандидат за потпредседника Комунистичке партије док је као кандидата за председника подржавао бившег премијера Николаја Ивановича Рижкова (рус. Николай Иванович Рыжков). Упоредо са политичким активностима обављао је и дужности у систему одбране, где је у периоду од краја 1991. године до августа 1995. године био на дужностима команданта копнене војске, заменика министра одбране Руске Федерације, а након пензионисања 1994. године постављен је на дужност главног војног експерта министарства иностраних послова Руске Федерације.
Од 1995. па до 1999. године био је изабран за посланика државног парламента а на изборима 1999. године и почетком 2000. године подржао је новоизабраног председника Руске Федерације Владимира Путина.
Дужност губернатора (гувернера) Московске области обављао је у три наврата од 2000. до маја 2012. године.

## Породица
У фебруару 1969. године, Борис је изгубио старијег брата Алексеја Громова.
Трећег маја 1985. године, у авионској несрећи страдала је прва супруга Бориса Громова, Наталија Николаевна (рус. Наталья Николаевна). До несреће је дошло, када су се због грешке контролора лета сударили путнички авион Ту-134 и војни авион Ан-26 у коме се налазила Наталија Николаевна. Из брака са првом супругом Борис Громов је имао два сина, Максима, рођеног 1974. године и Андреја, рођеног 1980. године. Приликом несреће у истом авиону у коме му је страдала супруга, страдао је и Борисов друг са академије и лични пријатељ са чијом породицом се породица Громов у Москви дружила, Јевгениј Крапивин (рус. Евгений Крапивин), заједно са двојицом својих синова, Андрејем и Александром. Бориса који је остао без супруге и Фаину, удовицу његовог пријатеља Јевгенија Крапивина која је остала сама са двоје мале деце, зближила је заједничка несрећа. Након пет година од несреће, 1990. године, Борис, иако више не млад, оженио се Фаином и усвојио је њене две ћерке Евгенију и Валентину. Током 1998. године, добили су ћерку Лизу.

## Признања и одликовања
- Орден заслуга за отаџбину
- Орден Лењина
- Орден Црвене заставе(два пута)
- Орден Црвене звезде
- Орден за службу у војним снагама Совјетског Савеза, трећег реда
- Медаља за заслуге у борби
- Херој Совјетског Савеза
- Медаља за заслуге у очувању сећања на пале браниоце отаџбине
- Медаља за беспрекорну службу, првог, другог и трећег реда
- Орден принца Јарослава мудрог(Украјина)
- Медаља "Десет година оружаних снага Украјине"
- Орден Пријатељства међу људима(Белорусија)
- Орден Светог принца Владимира, првог реда
- Орден Светог принца Данијела Московског, првог реда
- Орден Светог Сергеја
- Орден Светог блаженог великог принца Дмитрија Донског, првог реда
- Јубиларна медаља "У сећање на стогодишњицу рођења Владимира Иљича Лењина"
- Јубиларна медаља "Двадесет година од победе у великом патриотском рату 1941-1945"
- Јубиларна медаља "50 година оружаних снага СССР-а"
- Јубиларна медаља "60 година оружаних снага СССР-а"
- Јубиларна медаља "70 година оружаних снага СССР-а"
- Орден Црвене заставе (Авганистан)